# Neset Fotballklubb
Il Neset Fotballklubb è una società calcistica norvegese con sede nella città di Frosta. Milita nella 3. divisjon, quinto livello del campionato norvegese.

## Storia
Il club fu fondato il 1º giugno 1905, sotto il nome di Trygg. Nel 1914, la squadra cambiò il nome in Neset poiché c'era già un altro club chiamato Trygg. Il Neset partecipò alle prime tre edizioni della Norgesserien: 1937-1938, 1938-1939 e 1947-1948. Tra i migliori risultati dei primi cinquant'anni di storia del club, poi, ci fu il raggiungimento del quarto turno della Coppa di Norvegia 1938 e il raggiungimento dei quarti di finale due anni più tardi. Successivamente, il Neset militò nelle serie inferiori del calcio norvegese.